# Eugène de Beaurepaire
Pour les articles homonymes, voir Beaurepaire.
Cet article possède un paronyme, voir Eugène de Robillard de Beaurepaire.
 (mai 2019).
Si vous disposez d'ouvrages ou d'articles de référence ou si vous connaissez des sites web de qualité traitant du thème abordé ici, merci de compléter l'article en donnant les références utiles à sa vérifiabilité et en les liant à la section « Notes et références ».
Eugène de Beaurepaire, né le 31 janvier 1827 à Avranches et mort le 8 juillet 1899 à Caen, est un historien français.

## Biographie
Eugène Hippolyte de Robillard de Beaurepaire est issu d’une famille normande, fixée dans l’Avranchin depuis la fin du XVIIIe siècle et anoblie par une charge de secrétaire du roi en 1727. 
Lorsque son père, l’avocat Hippolyte-Charles de Robillard de Beaurepaire, mourut jeune, il laissa six enfants en bas âge, dont l’éducation fut dirigée par leur mère, Sophie-Antoinette Arondel de La Bréhoulière. L’un de ses arrière-grands oncles était Hyacinthe Robillard d'Avrigny, procureur des Jésuites à Alençon, et historien réputé du début du XVIIIe siècle. Esprit curieux, Beaurepaire s’est occupé d’une multitude de sujets : archéologie, histoire littéraire, critique d'art, bibliographie, éditions savantes d’œuvres inédites ou peu connues, recherches sur la Révolution, etc. Ses publications, qui se comptent par centaines, révèlent une fécondité, de la variété, la souplesse de son talent, la patience de ses recherches et l’étendue de son érudition.
Eugène, qui était l’aîné de sa fratrie, commença, comme plus tard ses frères, l'archiviste Charles et l’agronome Joseph, ses études au petit séminaire de l’Abbaye-Blanche, avant de terminer ses études au collège d’Avranches, où il eut pour professeur, le philologue, archéologue et botaniste Édouard Le Héricher, dont il resta l’ami et dont il rédigea plus tard la biographie. Après avoir été reçu bachelier ès lettres, il vint à Caen suivre les cours de la faculté de Droit, pendant lesquels il s’essaya aux journalisme, en livrant quelques articles à l’Intérêt public et de l’Ordre et la Liberté. Après avoir obtenu sa licence, il passa quelque temps, à côté de son frère Charles, à l’École des chartes.
Ses études achevées, Beaurepaire revint dans sa ville natale et y fut nommé, en 1852, juge suppléant, puis, en 1855, substitut du procureur impérial près la Cour d’appel de Caen. Tout en même temps, il collaborait avec ardeur aux travaux de la Société d’Archéologie d’Avranches, où il avait été admis. Pour elle, il écrivit successivement des Notes pour servir à l’histoire archéologique de l’ancien diocèse d’Avranches, qui lui fournirent plus tard le thème d’articles de La Normandie monumentale et pittoresque ; Les Sermons de Maurice de Sully, d’après un manuscrit de l’abbaye de Jumièges ; puis le Théâtre au collège d’Avranches dans le courant des XVIIe et XVIIIe siècles ; une analyse des Manuscrits du docteur Cousin, vieil annaliste avranchais. Enfin il édita, avec de bonnes introductions, les Miracles du Mont-St-Michel, fragment d’un mystère du XIVe siècle, et l’Union d’Amour et de Chasteté, poème de l’apothicaire Aubin Gautier. il composa encore, pour la Société d’Archéologie, deux œuvres originales : Étude sur la Poésie populaire en Normandie et spécialement dans l’Avranchin, et Garaby de la Luzerne, d’après de nouveaux documents, article qui fait bien connaitre le rôle important joué par ce gentilhomme, « le Montaigne normand », dans le monde lettré de la capitale intellectuelle normande au XVIIe siècle. En 1851 et 1852, il fit paraitre, dans la Revue de Rouen, une Notice sur Jean Vauquelin de La Fresnaye et l’Histoire des deux sonnets de Job et d’Uranie. On lui doit, en plus de ses études sur l’histoire de la Normandie, l’édition du Journal de Gilles de Gouberville, les Belles et Pieuses Conceptions de François du Vauborel, des Satires de Sonnet de Courval, des Puys de palinod de Rouen et de Caen, des Théâtres de Gaillon à la reine de Nicolas Filleul et des Satires de Garaby de la Luzerne.
En 1859, Beaurepaire fut nommé substitut à Alençon, où il noua une amitié avec Léon de La Sicotière, qui dura jusqu’à la mort de ce dernier. Devenu substitut du procureur général à Bourges, en 1864. Comme substitut du procureur impérial, il eut à prononcer le discours de rentrée à la Cour impériale de Bourges, le 5 novembre 1865. Il traita du sujet des Commentateurs de la Coutume de Berry. Après avoir fait l’historique des coutumes de cette province, depuis les ordonnances de 1453 et de 1481, et de leurs commentaires jusqu’à celui du jurisconsulte La Thaumassière, il analyse et juge l’Histoire du Berry due à ce jurisconsulte. Trois ans plus tard, il tira de ce discours un petit volume intitulé la Thaumassière, sa vie, ses relations et ses œuvres. À son arrivée à Bourges, le jeune substitut du procureur général était entré dans la Société historique du Cher mais, à la suite de dissentiments qui s’étaient élevés dans cette compagnie, il la quitta pour fonder, avec son ami le marquis Albert des Méloizes et divers archéologues de la région, la Société des Antiquaires du Centre, dont il fut le premier secrétaire. Il mit cette association sur la voie de succès et écrivit pour elle des rapports sur les travaux annuels de ses membres et des articles sur les fouilles de La Touratte, sur Une mission de la Ville de Bourges à la Cour, en 1687, et sur le Puits funéraire de Prunelles, ainsi qu’un article très important sur La Thaumassière et sur la Justice révolutionnaire à Bourges.
Au bout de quatre ans, Beaurepaire put quitter Bourges et retourner en Normandie comme conseiller à la Cour d’appel de Caen, le 12 novembre 1868. C’est dans ce poste qu’il fut chargé, en 1873, d’un Rapport sur le patronage des détenus libérés et d’un Rapport sur le Questionnaire de la Commission d’enquête à l’Assemblée nationale relatif au système pénitentiaire, qui furent louées par le Garde des sceaux et imprimées par ordre de la Cour. Collaborant depuis longtemps aux recueils de la Société des antiquaires de Normandie, Beaurepaire en devint membre résidant à son retour à Caen, avant d’être élu président en 1871, et, en 1873, à celles de secrétaire. Au moment de sa mort, il faisait partie d’un grand nombre de sociétés savantes, était directeur de l’Association normande, secrétaire général de la Société française d'archéologie et de la Société des antiquaires de Normandie, ancien président de l’Académie des sciences, arts et belles-lettres de Caen, correspondant du ministère de l’Instruction publique et des Beaux-Arts, président du conseil d’administration du musée Mancel, etc. En 1877, le maréchal de Mac-Mahon lui avait remis la croix de chevalier de la Légion d'honneur, lors du voyage en Normandie du Président de la République.
Sa carrière brisée par la loi de 1883, Beaurepaire recouvra, une fois rentré dans la vie privée, toute sa liberté pour consacrer son temps aux compagnies savantes, et s’occuper d’œuvres philanthropiques et sociales. Bientôt, avec l’appui des sommités politiques du Calvados, il exerça une influence prépondérante sur le parti conservateur dans ce département, en prenant la direction du grand quotidien, le Moniteur du Calvados, où il montra une largeur d’idées, une correction, une courtoisie telles que, s’il rencontra de nombreux adversaires, il ne compta pas un ennemi. Tous ceux qui l’ont connu ont évoqué l’activité qu’il déployait dans la correspondance et dans la préparation des séances mensuelles de la Société dont il était le secrétaire. Quand l’ordre du jour était un peu mince, il y suppléait en tirant de son portefeuille un manuscrit dont il faisait la lecture. Il s’intéressait à tout et ceux qui allaient le consulter étaient toujours certains d’obtenir le renseignement attendu, le conseil utile pour mener leur travail à bonne fin.
Huit travaux très importants de Beaurepaire se trouvent dans les Mémoires de la Société des antiquaires de Normandie. Son Étude sur Guillaume de Saint-Pair, poète anglo-normand du XIIe siècle, a été réimprimée, avec quelques variantes, en tête du Roman du Mont-Saint-Michel de ce trouvère, publié par Francisque Michel. Beaurepaire y développe l’idée que la part de Guillaume de Saint Pair dans cette œuvre consiste à avoir mis en rimes françaises l’histoire latine qu’il a trouvée dans un manuscrit du Xe siècle et d’y avoir ajouté quelques détails. Mais si le but du poète était de favoriser les pèlerinages au mont Saint-Michel, ses vers sont précieux à l’historien pour l’infinité détails qu’il renferme sur la fondation de ce célèbre monastère.

## Distinction
Chevalier de la Légion d'honneur (1877)

## Publications
- Le Journal du sire de Gouberville, H. Delesques, Caen, 1892 ;
- Les Belles et Pieuses Conceptions de François du Vauborel, Espérance Cagniard, Rouen, 1883 ;
- Les Satires de Sonnet de Courval, F. Le Blanc-Hardel, Caen, 1864 ;
- Les Puys de palinod de Rouen et de Caen, H. Delesques, Caen, 1907 ;
- Les Miracles du Mont-Saint-Michel, fragment d’un mystère du XIVe siècle, avec une introduction, A. Anfray, Avranches, 1862 ;
- Satires inédites d’Antoine Garaby de la Luzerne, pub. avec une introduction par Eugène de Beaurepaire, Espérance Cagniard, Rouen, 1888 ;
- Les Théâtres de Gaillon à la reine, par Nicolas Filleul, Henry Boissel, Rouen, 1873 ;
- Palinodz, chantz royaulx, ballades, rondeaulx et epigrammes à l’honneur de l’immaculée conception de sa toute Belle mere de dieu Marie (Patronne de Normans) presentez au puy à Rouen, recueil de Pierre Vidoue (1525), Léon Gy, Rouen, 1897 ;
- Le Roman du Mont-Saint-Michel, A. Hardel, Caen, 1856.

## Œuvres
- Caen illustré, son histoire, ses monuments, Caen, F. Le Blanc-Hardel, 1896.
- Étude sur la poésie populaire en Normandie et spécialement dans l’Avranchin, Avranches, Tostain & Anfray, 1856.
- Études sur l’histoire de la Révolution dans le Calvados, Caen, H. Delesques, 1922.
- Histoire générale de l’abbaye du Mont-St-Michel au péril de la mer, Rouen, A. Le Brument, 1872-18738.
- Julien Travers : notice biographique et littéraire, Caen, H. Delesques, 1890.
- La Captivité et la mort de Dubourg dans la cage de fer du Mont Saint Michel, Caen, H. Delesques, 1889.
- La Commission militaire et révolutionnaire de Granville, Caen, F. Le Blanc-Hardel, 1880.
- La Prise du Mont-Saint-Michel de Jan de Vitel, poëte avranchois, Avranches, A. Anfray, 1861.
- Le Chevalier Destouches, son procès et son enlèvement, Caen, Le Blanc-Hardel, 1878.
- Le Tombeau de Robert et Antoine Le Chevalier d’Aigneaux : impression de l’édition de 1591, Rouen, Henry Boissel, 1881.
- Le Tribunal criminel de l’Orne pendant la Terreur, Paris, A. Durand, 1866.
- Les Découvertes du Mont-Saint-Michel et de Saint-Pair près Granville en 1875, Caen, le Blanc-Hardel, 1876.
- Les Marionnettes chez les Augustins déchaussés de Rouen, représentation de la Passion en 1677, Rouen, E. Cagniard, 1889.
- M. de Caumont, sa vie et ses œuvres, Caen, F. Le Blanc-Hardel, 1874 ; réimp. Normandie, Éditions du Veilleur de Proue, 1998.
- Quatrième centenaire de la découverte du nouveau monde, Caen, C. Valin Fils, 1892.
- Statistique monumentale du Calvados, Mayenne, Floch, 1978, 1846.
- Vitraux peints de la cathédrale de Bourges postérieurs au XIIIe siècle, Paris, Desclée de Brouwer & Cie, 1891-1897. Préface de M. de Beaurepaire. L’ouvrage est du marquis Albert des Méloizes.

- Jules Appert, Comte Gérard de Contades, Abbé Constant Macé, Gustave Le Vavasseur, Louis Duval, Wilfrid Challemel, Eugène de Beaurepaire, Eugène Lecointre, Charles-Florentin Loriot, Léopold Mabilleau et Henri Le Faverais, La Normandie monumentale et pittoresque-Orne, Le Havre, Lemale, 1896 (présentation en ligne, lire en ligne)

## Sources
- Société française d’archéologie, Bulletin monumental, vol. 65, Paris, A. Picard ; Caen, Henri Delesques, 1901, p. 478-91.